# Сабыровский сельсовет
Сабыровский сельсовет — муниципальное образование в Зилаирском районе Башкортостана России.

## История
К 1940 году входил в состав Матраевского района. После упразднения в июле 1956 года Матраевского района пять его сельсоветов вошли в состав Зилаирского района: Верхне-Галеевский, Воскресенский, Канзафаровский, Сабыровский, Юлдыбаевский.
Согласно Закону о границах, статусе и административных центрах муниципальных образований в Республике Башкортостан имеет статус сельского поселения.

## Население
| 2002 | 2009 | 2010 | 2012 | 2013 | 2014 | 2015 |
| ---- | ---- | ---- | ---- | ---- | ---- | ---- |
| 889  | ↗911 | ↘801 | ↘768 | ↘767 | ↘734 | ↘733 |
| 2016 | 2017 | 2018 |      |      |      |      |
| ↘721 | ↗723 | ↗731 |      |      |      |      |

## Состав сельского поселения
| № | Населённый пункт | Тип населённого пункта       | Население |
| - | ---------------- | ---------------------------- | --------- |
| 1 | Сабырово         | село, административный центр | ↘527      |
| 2 | Ашкадарово       | деревня                      | ↘169      |
| 3 | Кадырша          | деревня                      | ↘105      |